# Paweł Jan Piotr Sapieha
Ne doit pas être confondu avec Paweł Jan Sapieha.
Pour les articles homonymes, voir Paweł Sapieha et Sapieha.
Paweł Jan Piotr Sapieha, né le 1er septembre 1860 à Gumniska (pl) et mort le 31 mai 1934 à Siedliska, est un prince polonais de la famille Sapieha, premier président de la Croix-Rouge polonaise.

## Biographie
Paweł Jan Piotr Sapieha est le fils de Adam Stanisław Sapieha et de Jadwiga Klementyna Sanguszko (pl).
Il étudie le droit aux universités de Prague, Vienne et Cracovie. Après l'obtention de son diplôme, il est admis au service de l'État. En mai 1885, il est nommé en Bosnie, où il passe trois ans à Sarajevo et Mostar. En 1888, passe ses vacances à Genève, puis visite Constantinople et Le Caire. Il voyage ensuite en Inde, Birmanie, Chine, Japon et en Corée.
Au cours de ces voyages, il rassemble une impressionnante collection d'objets de bois noir, de porcelaine, de broderie et d'armes. À la fin de juillet 1889, Paul décide de rentrer en Europe. Il quitte Pékin à cheval à travers les steppes de Mongolie et de Sibérie, en passant par Irkoutsk, le Lac Baïkal, Oleksandrivsk, Krasnoïarsk et Tomsk, où il s'attarde quelque temps. Puis il repart en traineau pour Omsk, Iekaterinbourg. Il traverse ensuite l'Oural jusque Oufa. À l'hiver 1890 il passe à Saint-Pétersbourg, avant de reprendre son poste dans l'administration de l'État et de se consacrer à l'administration des biens familiaux.
En 1897, Paweł Sapieha est élu au Reichsrat. Il se rend fréquemment à Vienne et s'implique pour le maintien de la religion à l'école. En 1899, la famille Sapieha est durement touchée par la faillite de la banque de Lviv, présidée par Adam Sapieha, le père de Paweł.
En 1901, Paweł Sapieha est réélu en 1901 au Parlement. Devenu député en 1905, il se montre un ardent défenseur de toutes sortes d'associations catholiques. Au début de 1913, il est élu président de la Croix-Rouge de Galicie. Cette tache l'absorbe totalement, d'autant que l'année suivante éclate la Première Guerre mondiale. La famille Sapieha emménage à Lviv, où Paul s'occupe d'organiser des hôpitaux. Au cours de l'offensive russe, qui menace la ville, la famille se réfugie à Cracovie.
Après la guerre, au début de 1919, Paul quitte la présidence de la Croix-Rouge et se consacre entièrement à restaurer le domaine familial dévasté par le conflit. Un an plus tard, une nouvelle offensive de l'armée soviétique menace à nouveau la région. Le deuxième fils de Paul est grièvement blessé au cours d'une bataille.
Les années d'après guerre sont consacrées au domaine familial. Bien que sa santé se soit régulièrement dégradée, Paweł se rend en Égypte et en Terre sainte. En 1930, il participe aux travaux du Congrès eucharistique à Tunis, Paris et Rome.
À l'été 1933, sa santé se dégrade encore et l'empêche de se rendre à Londres pour assister au mariage de son fils. Il décède à Siedliska, le 31 mai 1934.

## Mariage et descendance
Le 14 mars 1893, Paweł Sapieha épouse Mathilda Windisch-Graetz. Ils ont pour enfants :
- Elżbieta,
- Alfred,
- Maria Jadwiga,
- Paweł Maria Fryderyk (1900-1987),
- Matylda Maria (1905-

## Sources
- Notices d'autorité :   - VIAF
  - ISNI
  - LCCN
  - Pologne
  - NUKAT
  - Tchéquie

- (pl) Cet article est partiellement ou en totalité issu de l’article de Wikipédia en polonais intitulé « Paweł Jan Piotr Sapieha » (voir la liste des auteurs).